# Cumulopuntia mollispina
Cumulopuntia mollispinaes una especie de planta suculenta perteneciente al género Cumulopuntia, dentro de la familia Cactaceae. Es endémica de Perú (concretamente del valle del río Yauca, en el departamento peruano de Ayacucho) y se caracteriza por poseer espinas suaves y flexibles. 

## Descripción
Cumulopuntia mollispina es una especie de cactus de crecimiento bajo que a menudo se ramifica lateralmente y forma montículos hemisféricos o ligeramente aplanados, de hasta 30 cm de alto y de 15 a 20 cm de diámetro.
Las tallos son articulados y están formados por segmentos de forma ovulada alargada, densamente compactados y con una relación aproximada de longitud y anchura de dos a uno. Están ligeramente tuberculados, tienen la epidermis de color verde y su raíz es de tipo fibrosa. Son regordetes, miden de 4 a 5 cm de largo y de 2 a 2,5 cm de diámetro. Las hojas son diminutas (de 5 mm de largo y 2 mm de ancho), suelen ser cilíndricas y se caen prematuramente.
Sobre los tallos se asientan de 50 a 60 areolas por segmento, cubriéndolo de manera completa y uniforme. Son ligeramente elipsoidales o redondas, miden de 3 a 4 mm de largo y hasta 3 mm de ancho, (aunque las que están en la base del segmento son más pequeñas, con unos 2 mm de diámetro). Están distanciadas unas de otras de 8 a 10 mn, contienen una felpa blanca y gloquidios amarillentos de 1 a 2 mm de largo. 
El número de espinas es variable, llegando a tener hasta 12 por areola, (aunque a veces pueden estar ausentes, sobre todo en las areolas situadas en la parte inferior del segmento). Inicialmente son de color marrón claro, pero con el tiempo se tornan blancas. Son suaves, flexibles, un poco retorcidas o dobladas y miden de 1,5 a 3 cm de longitud.
Las flores son apicales, diurnas y actinomorfas. Miden 2,5 cm de largo y hasta 2 cm de diámetro, con aproximadamente 10 pétalos de color amarillo o rojo. Presentan areolas que tienen de 6 a 8 espinas principalmente apicales, de tipo suaves, flexibles, retorcidas y que miden entre 5 a 8 mm de largo. Tienen el estigma con 8 lóbulos de color rojo y los estambres miden hasta 5 mm de largo.
El fruto es subgloboso-comprimido, umbilicado y de color rojizo. Mide de 1,6 a 2,1 cm de largo y de 1,1 a 1,5 cm de diámetro. Presenta de 27 a 35 areolas, con pelos amarillentos o grises y gloquidios amarillentos. Hacia el ápice, cada areola presenta de 2 a 3 espinas rectas, de 0,5 a 0,8 cm de largo e inicialmente de color pardo-rojizas y más tarde grises. En su interior contiene de 9 a 21 semillas globosas y de color crema. Son lisas, sin brillo y miden de 2,9 a 3,7 mm de largo, con una faja funicular de 0,5 a 1 mm de ancho.
El fruto es alargado y globular, de 2 a 2,5 cm de largo y de 1,5 a 2 cm de ancho. Tienen la parte superior achatada, con una depresión que mide 0,5 cm de profundidad y 1,2 cm de ancho. Presenta areolas de 1 mm de diámetro en la parte inferior del fruto, con felpa blanca y sin espinas. En cambio, en el tercio superior las areolas tienen un diámetro de 2 a 2,5 mm, con felpa blanca y de 10 a 12 espinas flexibles, retorcidas o curvas, de 0,8 a 1,2 cm de longitud. En su interior contiene semillas esféricas y de color marrón claro a crema. Son lisas, sin brillo y miden unos 3 mm de diámetro, con una faja funicular de 0,8 mm de ancho.

## Distribución y hábitat
El área de distribución nativa de esta especie es Perú (concretamente en el Valle del Río Yauca, en el departamento peruano de Ayacucho, cerca de la frontera con el departamento de Arequipa) y crece principalmente en biomas desérticos o de matorral seco.
Habita únicamente en el valle del río Lampalla, un afluente del río Yauca, con una distribución y rango de elevación restringidos entre 1700 y 1800 metros sobre el nivel del mar. Las plantas se encuentran tanto en laderas suavemente inclinadas como en pendientes pronunciadas. Se desarrollan en sustratos rocosos y pedregosos con suelos pardos y polvorientos. 
Se asocian a otras especies de cactus como Melocactus peruvianus, Armatocereus matucanensis, Neoraimondia arequipensis, Weberbauerocereus rauhii, Corryocactus quadrangularis y Oreocereus hempelianus.

## Taxonomía
Cumulopuntia mollispina fue descrita por los botánicos Paul Hoxey, Anthony Pauca, Victor Quipuscoa y Andrew Gdaniec y publicada por primera vez en la revista científica Bradleya 41: 140 en el año 2023.
Etimología
- Cumulopuntia: nombre genérico formado por dos palabras: el sustantivo latino cumulus (que significa 'cúmulo', 'montón' o 'masa amontonada') y el género Opuntia, (con el que el género tiene similitudes), haciendo referencia al crecimiento de la planta en forma de montones de tallos apilados.
- mollispina: epíteto específico que deriva de las palabras latinas mollis (que significa 'suave', 'blando' o 'flexible') y spina (que significa 'espina' o 'pincho'), haciendo referencia a que la especie tiene espinas suaves y flexibles.[3]

## Usos
Se cultiva raramente como planta ornamental y su propagación se realiza a través de esquejes o semillas.